# Françoise Evenou
Pour les articles homonymes, voir Evenou.
Œuvres principales
La Rencontre,  L'Appel des Oliviers,  Ose la petite robe rouge
Françoise Evenou, née le 13 avril 1959 à Casablanca, est une auteure et photographe française d'origine espagnole.

## Biographie

### Famille et formation
Françoise Evenou naît à Casablanca au Maroc, le 13 avril 1959, d'origine andalouse et catalane par sa mère. Titulaire d'un master en droit international privé de l'université Paris-Panthéon-Assas, elle a ensuite suivi des études de théologie et de philosophie à l'Institut catholique de Paris (ICP).

### Activité professionnelle
Après avoir dirigé une activité de conseil en communication, puis travaillé au sein de grands groupes internationaux, en étant notamment directrice de la communication des groupes Barry Callebaut puis Kraft Jacobs Suchard,, Françoise Evenou se forme au coaching et accompagne des cadres dirigeants et des associations, notamment l'Association pour le droit à l'initiative économique (Adie) et l'Agence pour l'éducation par le sport.

## Auteure et photographe
À l'âge de 38 ans, mariée et mère de deux enfants, sa vie bascule à la suite de la mort de son père. « J'avais tout ce qu'un être peu désirer sur cette terre, et tout s'est effondré, comme un trou béant, comme un arrêt sur image dans ma vie ».
Après cinq ans de questionnement et une quête de sens jusqu'à son expérience « bouleversante », elle déclare « J'ai fait cette expérience littéralement d'être sauvée, d'être réconciliée avec moi-même ».
Elle se consacre alors entièrement à l'écriture et la photographie et depuis 2017, approfondit sa technique photographique auprès de la photographe-plasticienne Diana Lui et du photographe  Klavdij Sluban. En 2021, à l'issue d'une masterclass de neuf mois avec Diana Lui, Françoise Evenou publie La couleur du désir, carnet photographique dans la collection Punctum #1 sous la direction de Diana Lui. En 2022, elle expose au Festival du Regard, une série de photographies, d’enregistrements sonores et de textes, réalisés dans le bois de Boulogne, auprès de prostituées trans d'origine latino-américaine dont elle écrit : « Je les ai photographiées et enregistrées. À chaque fois, j'ai été profondément touchée par leurs histoires de vie, leur force de caractère et leur dignité. C'est en écoutant leurs récits, en les transcrivant patiemment et en les traduisant le plus fidèlement possible, c'est en regardant encore et encore leurs portraits que le titre de la série m'est venu : Las Reinas del Bosque ».

## Publications
- La Rencontre, Éditions Nouvelle Cité, 2015  (ISBN 978-2-85313-765-2).
Recension de Claire Lesegretain dans le quotidien La Croix, édition du 18 juin 2015.
Entretien par Marie-Leïla Coussa sur Radio Notre-Dame, le 12 novembre 2015.
- L'Appel des Oliviers, Salvator (éditions), 2017  (ISBN 978-2-70671-565-5).
Recension de Bernadette de Labarthe dans le quotidien La Croix, édition du 28 septembre 2017.
Recension d'Anne-Laure Filhol dans le magazine La Vie, édition du 5 octobre 2017.
Recension de Claire Lesegretain dans le quotidien La Croix, édition du 26 octobre 2017.
[audio] Recension de Ghislaine de Rochefort dans l'émission « Des livres pour croire » du 3 novembre 2017 de la Radio chrétienne francophone (RCF)
Recension de François Vercelletto dans le quotidien Ouest-France, édition du 6 novembre 2017.
Entretien par Anne Marie sur Radio Espérance, le 8 janvier 2018.
- Una Niña de la Guerra, Espacio Cultura Editores, 2018  (ISBN 978-8-49479-194-9).
Avec l'aide de sa fille Françoise Evenou, María Teresa Usero de Mendiela raconte sa terrible expérience de la guerre d'Espagne[11], l'ouvrage est bilingue espagnol/français[12].
- Ose la petite robe rouge, avec Emmanuel Bourceret, Librinova, 2020  (ISBN 979-1-02626-075-2).
Recension d'Elvire Debord sur le site alarecherchedutempspresent, le 7 octobre 2020.
- « La couleur du désir », in Punctum #1, Diana Lui (dir.), éd. Filigranes, 2021,  (ISBN 978-2-35046-544-9)[13].